# Gigi Fernández
Beatriz (Gigi) Fernández (San Juan (Puerto Rico), 22 februari 1964) is een voormalig professioneel tennisspeelster uit Puerto Rico. Zij wordt gezien als een van de beste dubbelspeelsters uit die periode, en behaalde met Mary Joe Fernandez (geen familie) goud op de Olympische Spelen van 1992 in Barcelona en in 1996 in Atlanta, waar zij uitkwamen voor de Verenigde Staten. Ook 1984 kwam ze uit op de Olympische Zomerspelen, toen voor Puerto Rico.
Ook won ze zeventien Grand Slam-titels, waarvan veertien met Natallja Zverava. In 1987 en 1988 was Fernández lid van het Amerikaanse team dat de Wightman Cup won, mede door haar zeges in het dubbelspel. Tevens nam zij deel aan het Amerikaanse Fed Cup-team dat in 1990 de titel veroverde – Fernández en haar partner Zina Garrison wisten in al hun vier dubbelspelpartijen de tegenstandsters uit te schakelen.
In haar geboorteland Puerto Rico was zij de eerste vrouwelijke professionele atleet, alsook de eerste vrouwelijke atleet die olympisch goud won. Fernández vertegenwoordigde haar geboorteland bij de Olympische Spelen van 1984 in Los Angeles, waar tennis een demonstratiesport was.
Fernández zette zich eerst in als tenniscoach, maar werd nadien onderneemster.
In 2010 werd zij opgenomen in de internationale Tennis Hall of Fame.

## Palmares

### Gewonnen grandslamtoernooien vrouwendubbelspel (17)
| nr. | jaar | toernooi            | partner             | tegenstandsters                   | score         |
| --- | ---- | ------------------- | ------------------- | --------------------------------- | ------------- |
| 1.  | 1988 | US Open (1)         | Robin White         | Patty Fendick Jill Hetherington   | 6–4, 6–1      |
| 2.  | 1990 | US Open (2)         | Martina Navrátilová | Jana Novotná Helena Suková        | 6–2, 6–4      |
| 3.  | 1991 | Roland Garros (1)   | Jana Novotná        | Larisa Neiland Natallja Zverava   | 6–4, 6–0      |
| 4.  | 1992 | Roland Garros (2)   | Natallja Zverava    | Conchita Martínez Arantxa Sánchez | 6–3, 6–2      |
| 5.  | 1992 | Wimbledon (1)       | Natallja Zverava    | Larisa Neiland Jana Novotná       | 6–4, 6–1      |
| 6.  | 1992 | US Open (3)         | Natallja Zverava    | Larisa Neiland Jana Novotná       | 7–6, 6–1      |
| 7.  | 1993 | Australian Open (1) | Natallja Zverava    | Pam Shriver Elizabeth Smylie      | 6–4, 6–3      |
| 8.  | 1993 | Roland Garros (3)   | Natallja Zverava    | Larisa Neiland Jana Novotná       | 6–3, 7–5      |
| 9.  | 1993 | Wimbledon (2)       | Natallja Zverava    | Larisa Neiland Jana Novotná       | 6–4, 6–7, 6–4 |
| 10. | 1994 | Australian Open (2) | Natallja Zverava    | Patty Fendick Meredith McGrath    | 6–3, 4–6, 6–4 |
| 11. | 1994 | Roland Garros (4)   | Natallja Zverava    | Lindsay Davenport Lisa Raymond    | 6–2, 6–2      |
| 12. | 1994 | Wimbledon (3)       | Natallja Zverava    | Jana Novotná Arantxa Sánchez      | 6–4, 6–1      |
| 13. | 1995 | Roland Garros (5)   | Natallja Zverava    | Jana Novotná Arantxa Sánchez      | 6–7, 6–4, 7–5 |
| 14. | 1995 | US Open (4)         | Natallja Zverava    | Brenda Schultz Rennae Stubbs      | 7–5, 6–3      |
| 15. | 1996 | US Open (5)         | Natallja Zverava    | Jana Novotná Arantxa Sánchez      | 1–6, 6–1, 6–4 |
| 16. | 1997 | Roland Garros (6)   | Natallja Zverava    | Mary Joe Fernandez Lisa Raymond   | 6–2, 6–3      |
| 17. | 1997 | Wimbledon (4)       | Natallja Zverava    | Nicole Arendt Manon Bollegraf     | 7–6, 6–4      |

## Resultaten grandslamtoernooien
| Legenda | Legenda                          |
| ------- | -------------------------------- |
| g.t.    | geen toernooi gehouden           |
| l.c.    | lagere categorie                 |
| –       | niet deelgenomen                 |
| G       | uitgeschakeld in de groepsfase   |
| 1R      | uitgeschakeld in de eerste ronde |
| 2R      | uitgeschakeld in de tweede ronde |
| 3R      | uitgeschakeld in de derde ronde  |
| 4R      | uitgeschakeld in de vierde ronde |
| KF      | uitgeschakeld in de kwartfinale  |
| HF      | uitgeschakeld in de halve finale |
| F       | de finale verloren               |
| W       | het toernooi gewonnen            |
| w-v     | winst/verlies-balans             |

### Enkelspel
| Toernooi        | 1983 | 1984 | 1985 | 1986 | 1987 | 1988 | 1989 | 1990 | 1991 | 1992 | 1993 | 1994 | 1995 | 1996 | 1997 |
| --------------- | ---- | ---- | ---- | ---- | ---- | ---- | ---- | ---- | ---- | ---- | ---- | ---- | ---- | ---- | ---- |
| Australian Open | 3R   | 3R   | 3R   | g.t. | 2R   | –    | –    | 4R   | 1R   | 1R   | 4R   | 3R   | 1R   | 1R   | 2R   |
| Roland Garros   | –    | –    | –    | 2R   | 2R   | –    | 1R   | –    | 2R   | –    | 1R   | 1R   | –    | 1R   | –    |
| Wimbledon       | –    | 2R   | –    | 1R   | 4R   | 2R   | 1R   | 2R   | 3R   | 4R   | 2R   | HF   | 1R   | 3R   | 3R   |
| US Open         | 1R   | 2R   | 1R   | 1R   | 1R   | 1R   | 2R   | 1R   | KF   | 4R   | 3R   | KF   | 3R   | 1R   | 1R   |

### Vrouwendubbelspel
| Toernooi        | 1983 | 1984 | 1985 | 1986 | 1987 | 1988 | 1989 | 1990 | 1991 | 1992 | 1993 | 1994 | 1995 | 1996 | 1997 |
| --------------- | ---- | ---- | ---- | ---- | ---- | ---- | ---- | ---- | ---- | ---- | ---- | ---- | ---- | ---- | ---- |
| Australian Open | 2R   | 2R   | 3R   | g.t. | 3R   | –    | –    | HF   | F    | KF   | W    | W    | F    | KF   | HF   |
| Roland Garros   | –    | –    | –    | –    | KF   | –    | 2R   | –    | W    | W    | W    | W    | W    | F    | W    |
| Wimbledon       | –    | 3R   | –    | 3R   | 3R   | KF   | KF   | KF   | F    | W    | W    | W    | F    | HF   | W    |
| US Open         | –    | 2R   | KF   | KF   | 3R   | W    | KF   | W    | 3R   | W    | HF   | HF   | W    | W    | F    |